# Hymns from Realms Yonder
Hymns from Realms Yonder är det svenska metalbandet Netherbirds första samlingsalbum och gavs ut 7 april 2017 av Scarecrow music group. Albumet består av låtar från tidigare EP:s, andraspår på singlar och material tidigare utgivet endast digitalt. Låtarna har spelats in i Scarecrow studios under en tioårsperiod, från 2007 till 2016 och är producerade av PNA (Pontus Andersson).
Utöver de egna låtarna innehåller albumet fem coverversioner av låtar från Paradise Lost, Sentenced, Annihilator, The Soundtrack Of Our Lives och Ordo Rosarius Equilibrio. Omslagsbilden är från målningen “The Great Day of His Wrath” av den brittiske konstnären John Martin (1789-1854).

## Låtlista
1. Brazen Splendour
2. Sculptors and Spectres
3. Myosotis Scorpioides
4. Abysmal Allure
5. Swedish Sadness (Sorrow’s My Vessel)
6. Born Defiant
7. Shadows and Snow
8. Twilight Gushes Forth...
9. Nightwards
10. Ode To The False (Esse Non Videri)
11. As I Die (Paradise Lost-cover)
12. Nepenthe (Sentenced-cover)
13. Alison Hell (Annihilator-cover)
14. Firmament Vacation (The Soundtrack Of Our Lives-cover)
15. Conquest, Love & Self Perseverance. The Gospel Of Aptitude. (Ordo Rosarius Equilibrio-cover)
16. Pillars of the Sky

## Medverkande musiker

### Bandmedlemmar
- Nephente (Johan Fridell) - sång
- Bizmark (PNA) (Pontus Andersson) - gitarr, bas, keyboard, bakgrundssång
- Johan Nord - gitarr, bakgrundssång
- Tobias Jacobsson  - gitarr
- Fredrik Widigs - trummor

### Övriga musiker
1. Artur Vladinovskij - gitarr, spår 12
2. Erik Röjås - trummor, spår 3-10
3. David Preissel - trummor, spår 11-14
4. Daniel "Mojjo" Moilanen - trummor, spår 15
5. Klara Gripe - sång, spår 11-14
6. Kitto - körsång, spår 3-10
7. Kitty Saric - sång (även i Decadence), spår 15
8. Vika Yermolyeva - piano, spår 16